# 紅の海
『紅の海』（くれないのうみ）は、1961年（昭和36年）8月13日に公開された日本の特撮映画。製作、配給は東宝。カラー、東宝スコープ。監督は谷口千吉、主演は加山雄三。
併映は『喜劇 駅前団地』（東京映画作品、監督：久松静児）。  
下関を舞台として漁師と海賊の戦いを描く海洋冒険アクション映画であり、海賊船の戦闘シーンではミニチュア特撮が用いられている。

## キャスト
| - 岩佐竜造：加山雄三 - 村井辰朗：夏木陽介 - 高梨松雄：佐藤允 - 矢藤茂正：稲垣隆 - 岩佐太十郎：小杉義男 - 村井六之助：田島義文 - 矢藤妙子：星由里子 - 沢田：松村達雄 - 森山：田崎潤 - 畑中：上原謙 - 富子：音羽久米子 - 恵美：水野久美 - 美子：忍和代 - かおり：清水由起 - ミドリ：峯丘ひろみ - 佐代：中北千枝子 - 房江：北あけみ - 優子：桜井浩子 - 金沢：中丸忠雄 |  | - 島中：堤康久 - 立脇：山本廉 - 宮原：石田茂樹 - 梅木：加藤春哉 - 井本：草川直也 - 荒川：橋爪秀雄 - 米山：平田昭彦 - 海津：大木正司 - 押尾：若松明 - 銀太：沢村いき雄 - 佐々木：田中邦衛 - 三郎：宇野晃司 - 津久田：岩本弘司 - 小原：山田彰 - 上坂：池田生二 - 黒眼鏡の男：天本英世 - 刀傷の男：大村千吉 - 新聞記者：細川隆一 |

## スタッフ
- 監督：谷口千吉
- 製作：田中友幸、三輪礼二
- 脚本：國弘威雄
- 撮影：山田一夫
- 美術：竹中和雄
- 録音：西川善男
- 照明：小島正七
- 音楽：佐藤勝
- 整音：下永尚
- 監督助手：竹林進
- 編集：黒岩義民
- 現像：東洋現像所
- 製作担当者：川上勝太郎
- 特殊技術
  - 特技監督：円谷英二
  - 撮影：有川貞昌
  - 美術：渡辺明
  - 照明：岸田九一郎
  - 合成：向山宏
  - 製作担当者：成田貫
- 協賛：日魯漁業株式会社[注釈 2]、大洋漁業株式会社[注釈 2]、下関市

### スタッフ（ノンクレジット）
- スチール：山崎淳[要出典]
- 特殊技術
  - 火薬：山本久蔵[要出典]
  - 造形チーフ：利光貞三[要出典]
  - 操演：中代文雄[要出典]
  - 監督助手：浅井正勝[要出典]